# Băile Drânceni
Băile Drânceni – wieś w Rumunii, w okręgu Vaslui, w gminie Drânceni. W 2011 roku liczyła 46 mieszkańców.